# Neofacydes striolatus
Neofacydes striolatus är en stekelart som först beskrevs av Cameron 1905.  Neofacydes striolatus ingår i släktet Neofacydes och familjen brokparasitsteklar. Inga underarter finns listade i Catalogue of Life.